# Форойс
Форойс (до 2016  — Жовтневе) — село в Україні, у Розівській селищній громаді Пологівського району Запорізької області. Населення становить 8 осіб. До 2018 орган місцевого самоврядування — Солодководненська сільська рада.

## Історія
Село було внесено до переліку населених пунктів, які потрібно перейменувати згідно із законом «Про засудження комуністичного та націонал-соціалістичного (нацистського) тоталітарних режимів в Україні та заборону пропаганди їхньої символіки».
12 червня 2020 року, відповідно до розпорядження Кабінету Міністрів України № 713-р «Про визначення адміністративних центрів та затвердження територій територіальних громад Запорізької області», увійшло до складу Розівської селищної громади.
19 липня 2020 року, в результаті адміністративно-територіальної реформи та ліквідації  Розівського району увійшло до складу Пологівського району.
Село тимчасово окуповане російськими військами 24 лютого 2022 року в ході російсько-української війни.

## Географія
Село Форойс розташоване на відстані 0,5 км від села Кобильне.